# Tom Price
Thomas Edmunds Price (8. říjen 1954 Lansing, Michigan) je americký doktor a politik za Republikánskou stranu. Za vlády Donalda Trumpa zastával v roce 2017 funkci ministra zdravotnictví a sociální péče Spojených států amerických. Předtím v letech 2005–2017 působil jako poslanec ve Sněmovně reprezentantů, v níž zastupoval Georgii za šestý kongresový okres.